# Глущенко, Виктор Григорьевич
Виктор Григорьевич Глущенко (6 апреля 1936, Кок-Янгак — 11 февраля 2014, Москва) — советский и российский кинематографист, педагог, заслуженный работник культуры РСФСР (1986).

## Биография
Родился 6 апреля 1936 года в киргизском городе Кок-Янгак (ныне Кёк-Джангак). В 1959 году окончил ГИТИС. В 1958 году студентом дебютировал в кино, снимался на киностудии «Мосфильм», работал на Центральном телевидении.
В 1968 году, окончив аспирантуру во Всесоюзном государственном институте кинематографии, стал доцентом кафедры режиссуры художественного кино.
В течение 21 года преподавал во ВГИКе в мастерских режиссёров Льва Кулешова, Александра Столпера, Юрия Озерова. В течение 15 лет возглавлял деканат института по работе с иностранными студентами, аспирантами и стажёрами.
Работал представителем «Совэкспортфильма» в Польше, первым заместителем генерального директора ЗАО «Совэкспортфильм», а затем — первым заместителем генерального директора «Роскино».
Член Союза кинематографистов с 1975 года.
Умер 11 февраля 2014 года в Москве, похоронен на Троекуровском кладбище.

## Награды и признание
- «Отличник высшей школы СССР» (1976).
- «Отличник кинематографии СССР» (1979).
- Заслуженный деятель культуры Монгольской Народной Республики (1984).
- Заслуженный работник культуры РСФСР (1986).
- Золотой Крест Заслуги (29 ноября 2004 года, Польша)[3].
- Нагрудный знак «За заслуги перед польской культурой» (1986).
- Золотой знак почёта Польской Народной Республики (1986).
- Орден Дружбы (11 декабря 1996 года, Россия)[4].
- Медаль «За трудовую доблесть» (1981).
- Медаль Народной Республики Болгарии «100 лет освобождения Болгарии от Османского рабства» (1978).
- Медаль Монгольской Народной Республики «60 лет Монгольской Народной революции» (1983).
- Медаль Народной Республики Болгарии «100 лет со дня рождения Димитрова» (1983).

## Фильмография
1. 1958 — На дорогах войны — Марьин
2. 1960 — Время летних отпусков — нефтяник
3. 1985 — Битва за Москву — генерал-майор, подчинённый Рокоссовского
4. 1985 — Дикий хмель — Глеб Николаевич, секретарь парткома
5. 1990 — Адвокат (Убийство на Монастырских прудах) — эпизод
6. 1991 — Лох — победитель воды — эпизод
7. 1992 — Комедия строгого режима — эпизод